# منطقه کگالاگادی
منطقه کگالاگادی (به لاتین: Kgalagadi District) یک ناحیه در بوتسوانا است که در بوتسوانا واقع شده‌است. منطقه کگالاگادی ۱۰۵٬۲۰۰ کیلومتر مربع مساحت و ۴۲٬۰۴۹ نفر جمعیت دارد.